# Ledropsis umbrata
Ledropsis umbrata är en insektsart som beskrevs av Cai och Kuoh 19??. Ledropsis umbrata ingår i släktet Ledropsis och familjen dvärgstritar. Inga underarter finns listade i Catalogue of Life.